# Százhalombatta
Százhalombatta je město v Maďarsku v župě Pest v okrese Érd. V blízkosti obce se našly pozůstatky halštatské kultury.

## Název
V podobě Bathey se poprvé objevil v roce 1318. Současný název (celý) je poprvé doložen v roce 1903. Mezi místní slovanskou menšinou se používá zkrácená podoba Bata, stejně tomu je tak i mezi místními. Dle místních je původu z turečtiny, resp. z tureckého slova pro koně.

## Poloha
Százhalombatta leží na jižním předměstí Budapešti, cca 30 km jižně od ní. Leží na levém břehu Dunaje, na břehu veletoku. Je zde železnice a nájezd na dálnici (dálnice M6), která vede z Budapešti do města Pécs. Původně malá obec se ve 20. století změnila na malé město, neboť zde bylo vybudováno sídliště (Déli lákotelép na jižním okraji města) a ropná rafinerie.

## Historie
V dobách Římské říše se v rámci římského limu nacházel v lokalitě současného města vojenský tábor, který je známý pouze pod názvem Matrica. Souvislé osídlení maďarsky mluvícím obyvatelstvem je doloženo ve 14. století. Kostel původního sídla byl nalezen při archeologických vykopávkách v roce 1997. Během turecké okupace Uherska došlo k úbytku obyvatelstva a také změnám národnostní struktury, neboť se sem sestěhovávali i příslušníci porobených národů turecké říše. V roce 1720 zde žilo zhruba sto sedmdesát lidí; zastoupeni byli pravoslavní Slované (Srbové) a Němci. Katolické obyvatelstvo zde tehdy nemělo vlastní kostel a navštěvovalo bohoslužby v nedalekém Érdu. Százhalombatta získala statut města v roce 1970. 

## Obyvatelstvo
V roce 2009 zde žilo 18 226 obyvatel. Historicky zde byla zastoupena národnostní menšina různých jihoslovanských národů (Srbové a Chorvati), jejich podíl je však v současné době[zdroj?] nižší než 1 %. 83 % obyvatel se v posledním sčítání lidu přihlásilo k maďarské národnosti. 

## Pamětihodnosti
V obci se nachází kostel sv. Štěpána, který projektoval maďarský architekt Imre Makovecz. Stojí zde také srbský pravoslavný kostel z roku 1750. V okolí se nacházejí pozůstatky hrobů z doby železné.

## Galerie

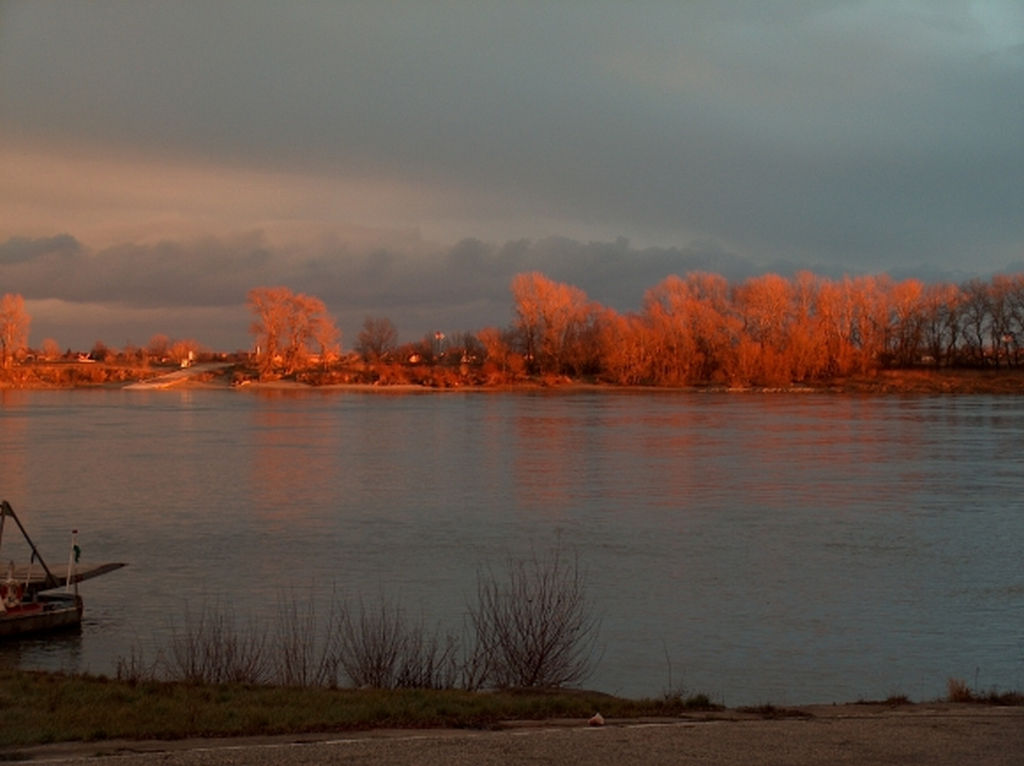
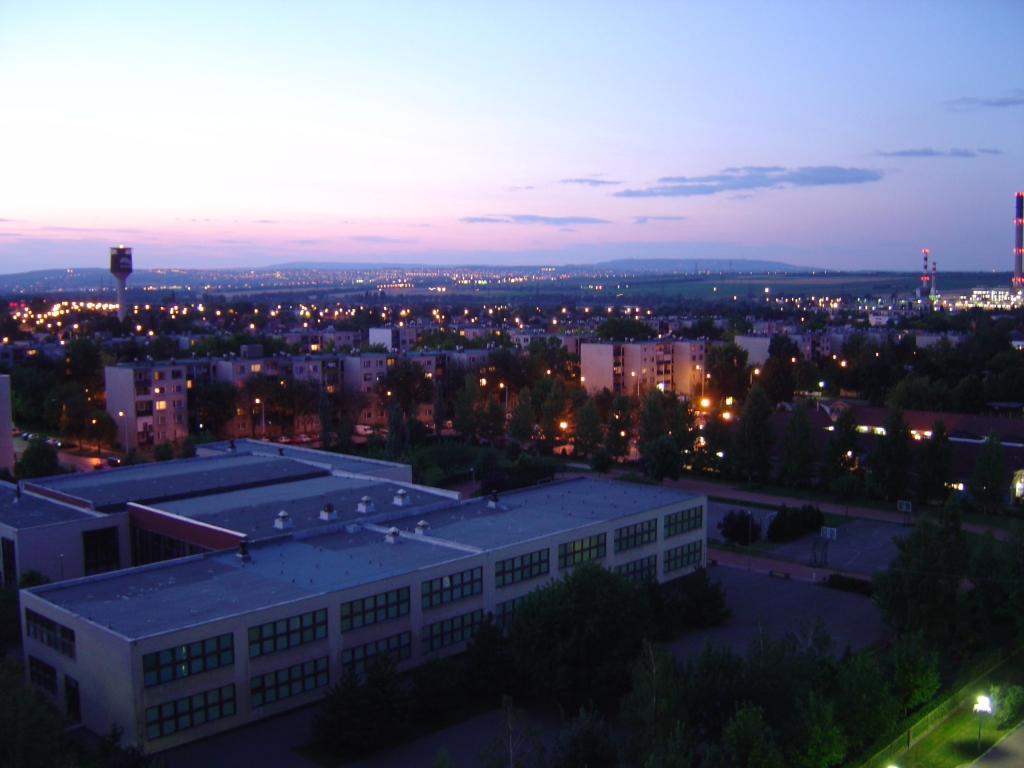